# Christian Frederik Zeuthen

Christian Frederik lensbaron Zeuthen (14. december 1794 i København – 12. oktober 1850 i Hvalsø) var en dansk lensbaron og politiker.
Zeuthen var uddannet jurist i 1815 og arbejdede derefter nogle år i udlandet som diplomat i bl.a. Wien. I 1828 købte han Tølløse Slot, Sonnerupgård og Søgård, og i 1843 fik han oprettet det sidste baroni i Danmark, Baroniet Zeuthen. I 1829 giftede han sig med den adelige Sophie Hedvig Schulin.
Som politiker repæsenterede han Højre og var 1845-1848 medlem af Holbæk Amtsråd. I 1848 blev han kongevalgt medlem af Den grundlovgivende Rigsforsamling, og han var en af de få medlemmer, der stemte imod Grundloven og var medlem af Godsejerforeningen.
Han var både hofjægermester og kammerherre.
Han døde barnløs, og baroniet gik først til hans kone og siden til hans svoger, Christian Frederik Schulin-Zeuthen.